# کوتنی

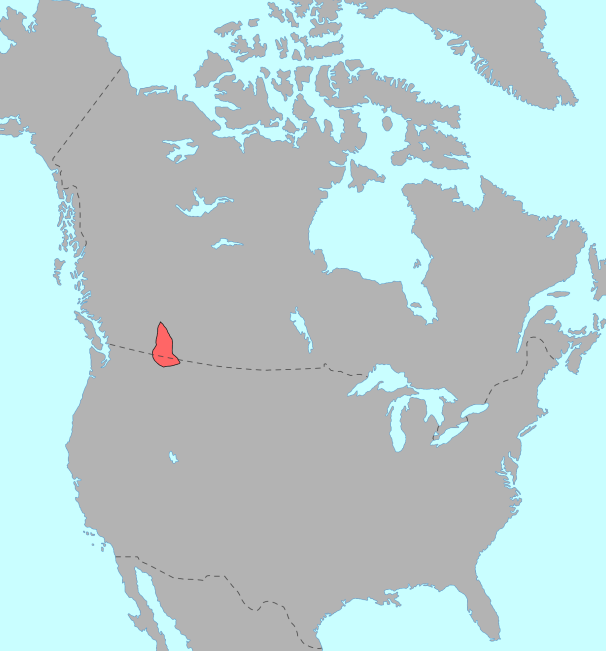
کتوناها

کوتنِی (انگلیسی: Kutenai) (‎/ˈkuːtəneɪ, -niː/‎ KOO-tə-nay, --nee) همچنین معروف به کتوناها Ktunaxa  ‎/tʌˈnɑːhɑː/‎ tun-AH-hah؛ کوتنی:|ktunʌ́χɑ̝| و کسانکا Ksanka به صورت (‎/kəˈsɑːnkɑː/‎ kə-SAHN-kah) و کوتنی Kootenay (در کانادا) و کوتنی Kootenai (در ایالات متحده) زبان بخشی از بومیان کانادا و ایالات متحده است. گروه‌های کوتنی در جنوب شرقی بریتیش کلمبیا، شمال آیداهو و غرب مونتانا زندگی می‌کنند. زبان کوتنی یک زبان تک‌خانواده است، بنابراین با زبان‌های مردم همسایه یا هر زبان شناخته شده دیگری ارتباطی ندارد.
چهار گروه از ملت کتوناها در بریتیش کلمبیا هستند. ملت کتوناها از نظر تاریخی از طریق انجمن‌های قبیله‌ای و ازدواج‌های مختلط با گروه سرخپوستان شوسواپ در ارتباط بودند. دو قبیله به رسمیت شناخته شده فدرال: قبیله کوتنی آیداهو و قبایل هم‌پیمان سالیش و کوتنی در مونتانا؛ کنفدراسیونی که شامل گروه‌های بیتروت سالیش و پاندری نیز می‌شود، نماینده مردم کوتنی در ایالات متحده هستند.